# Охтанъярви
О́хтанъярви (Охтан-ярви, Охта, Тихтозеро) — озеро на территории Луусалмского сельского поселения Калевальского района Республики Карелии.

## Общие сведения
Площадь озера — 22,9 км², площадь водосборного бассейна — 356 км². Располагается на высоте 165,2 метров над уровнем моря.
Форма озера лопастная, продолговатая: оно вытянуто с северо-запада на юго-восток. Берега изрезанные, каменисто-песчаные, преимущественно возвышенные, местами заболоченные.
Через озеро течёт река Охта, протекающая через цепочку озёр Тироярви → Петроярви → Еутсоярви → Охтанъярви и впадающая в озеро Пистаярви. Через последнее протекает река Писта, впадающая в озеро Верхнее Куйто.
С юго-западной и юго-восточной стороны в Охтанъярви впадают водотоки, текущие из озёр, соответственно, Мальвиайнен и Каллиоярви.
В озере расположено не менее шести островов различной площади. Крупнейший из них — Охта.
Код объекта в государственном водном реестре — 02020000811102000004425.